# Port lotniczy Fada N’Gourma
Port lotniczy Fada N’Gourma – port lotniczy położony w mieście Fada N’Gourma, w Burkinie Faso.